# شهرستان ماحامبت
شهرستان ماحامبت (به قزاقی: Махамбет ауданы، ماحامبەت اۋدانى) یکی از شهرستان‌های استان آتیراو در کشور قزاقستان است. این شهرستان ۳۲۱۰۴ نفر جمعیت دارد.

## وجه تسمیه
«ماحامبت» در واقع تحول تاریخی در تلفظ قزاقی نام «محمد» می‌باشد، و بیشتر اشاره به شاعر و شخصیت سیاسی قزاق،‌ «ماحامبت اوته‌میس‌اولی» (محمد اوته‌میس‌اوغلو) (به قزاقی: Махамбет Өтемісұлы، ماحامبەت وتەمىسۇلى) دارد.